# Buenas (álbum)
Buenas es el primer álbum de la banda de rock argentina Cielo Razzo, grabado de forma independiente. Fue grabado, mezclado y masterizado en Camote Records, en la ciudad de Rosario. Su nombre se debe a la idea de "saludar" y dar la bienvenida por parte de Cielo Razzo para con su gente.
La banda convoca a sus fanes para grabar en vivo lo que sería el video del primer corte, "Carne 2", y comienza a girar por el país, ya que es invitada a tocar en varios festivales donde serían vistos por miles de personas.

## Arte de tapa
La portada del disco juega con un doble sentido. En la parte delantera se aprecia a una persona mayor quitándose el sombrero como muestra de saludo y con su mano izquierda por detrás de él. Cuando se da vuelta el disco se evidencia que el mismo hombre tiene su brazo izquierdo escondido porque sujeta una pistola.
Dentro de la caja del disco se puede leer: "Buenas" está dedicado especialmente a Germán Neve (guitarrista de Cielo Razzo con el que grabó varios de los demos que luego serían los temas más aclamados).
Se puede advertir que este mismo hombre es el que protagoniza la imagen de la portada del disco.

## Lista de temas
Todas las canciones escritas y compuestas por Pablo Pino, excepto donde se indique. 
| Buenas  |                                          |          |  |
| N.º     | Título                                   | Duración |  |
| 1.      | «Sin Salida» (Diego Almirón)             | 3:29     |  |
| 2.      | «¿Quién baja la pala?»                   | 3:29     |  |
| 3.      | «Carne 2»                                | 4:20     |  |
| 4.      | «Perros» (Diego Almirón y Pablo Pino)    | 5:00     |  |
| 5.      | «La gran ola»                            | 4:08     |  |
| 6.      | «Servile»                                | 4:16     |  |
| 7.      | «Muñequito» (Pablo Pino y Diego Almirón) | 4:23     |  |
| 8.      | «Perseguido»                             | 3:20     |  |
| 9.      | «El silencio del ave» (Diego Almirón)    | 4:26     |  |
| 10.     | «Tierra y tambores» (Diego Almirón)      | 3:43     |  |
| 11.     | «Mama» (Diego Almirón y Pablo Pino)      | 4:06     |  |
| 12.     | «Qué se yo»                              | 4:00     |  |
| 13.     | «Bébelo (disco)»                         | 4:54     |  |
| 14.     | «Quizás sí (Track oculto: El unicornio)» | 9:56     |  |
| 1:03:30 |                                          |          |  |

## Músicos
- Pablo Pino: Voz, Armónica, Coros.
- Diego "Pájaro" Almirón: Guitarra, Voz, Coros.
- Fernando "Nano" Aime: Guitarra
- Cristian Narvaez: Bajo
- Pablo "Largo" Caruso †: Batería, Percusión.
- Juan Pablo Bruno: Percusión.

## Músicos invitados
- Nahuel Marquet: Teclados en "Quizás Sí" y "Bébelo (Disco)", Acordeón en "Qué Se Yo".
- Iván Tornambé: Bandoneón en "Servile".
- Petraca: Coros en "Tierra Y Tambores".